# Индекс деловой активности
И́ндекс делово́й акти́вности (англ. Purchasing Managers’ Index или англ. PMI) — специальный числовой показатель, применяемый в экономике, служащий для отражения состояния определённой отрасли, состояния экономики, оценки конъюнктуры. В зависимости от отрасли экономики применяются различные индексы. Понятие индекса деловой активности непосредственно связано с концепцией экономических циклов в экономической теории. Согласно экономической теории экономика развивается неравномерно, экономический рост происходит циклически. Для оценки состояния экономики используются индексы деловой активности. Особое значение индексы деловой активности имеют в макроэкономике, а также для участников рынка ценных бумаг.
Профессиональные участники рынка ценных бумаг используют фундаментальный анализ для оценки тенденций на фондовой бирже и на рынке ценных бумаг. Фундаментальный анализ исходит из предпосылки того, что мировая экономика, макроэкономические тенденции влияют на котировки акций конкретных компаний, а также на иные инструменты рынка ценных бумаг. В фундаментальном анализе используется исторически сложившиеся индексы деловой активности.

## Примеры индексов

### Индексы в США
Одним из авторитетных институтов, который публикует индексы, является Институт менеджмента снабжения (Institute for Supply Management (ISM)) США. ISM был создан в 1915 г., является ассоциацией менеджеров по снабжению, в него входят более 40 тыс. профессиональных менеджеров в разных отраслях экономики. Менеджеры отвечают на вопросы, сравнивая показатель с показателем предыдущего месяца, и отвечают: «лучше», «так же» или «хуже». Потом данные обрабатываются по алгоритму, который дает величину индекса от 0 до 100 %. Для расчёта индекса ISM используют следующие данные: заказы, продукция, занятость, материально-производственные запасы, цены на экспорт и импорт. Индекс ISM подразделяется на индекс в обрабатывающей промышленности и индекс в сфере услуг. Имеются десять субиндексов, которые публикует ISM.
Индекс ISM публикуется ежемесячно в первый рабочий день месяца. Индекс отражает исследование приблизительно 300 промышленных компаний и характеризует состояние делового климата. Показатель выше 50 % говорит об оживлении деловой активности, ниже 50 % говорит об ухудшении экономической ситуации.
ISM обзор в обрабатывающей промышленности о состоянии бизнеса США базируется на данных, собранных от ежемесячных ответов на вопросы, которые задаются руководителям закупок и поставок в более чем 400 промышленных компаниях в 20 секторах обрабатывающей промышленности США. Используется отраслевая классификация и вклад каждого сектора и отрасли в ВНП.

### Индексы в Японии
Индекс делового климата в Японии — TANKAN — ежеквартально публикуется банком Японии. Индекс отражает состояние крупной промышленности в Японии. Включает в себя данные: заказы, продукция, занятость, материально-производственные запасы, цены на экспорт и импорт.
Этот индекс используется для прогнозирования объёма промышленного производства, индекса цен производителей, объёма заказов промпредприятий, уровня занятости, а также для расчёта опережающие экономических индикаторов.
Для оценки используется обзор более 8000 компаний, фирм и институтов по параметрам: 1) условия ведения бизнеса; 2) производство и сбыт; 3) спрос и предложение, уровень цен; 4) доходы; 5) прямые инвестиции; 6) занятость; 7) налоговые условия.